# Lost Wishes
Lost Wishes est un EP du groupe britannique The Cure sorti en édition limitée au format cassette audio le 16 novembre 1993 et distribué seulement par correspondance via le label Fiction Records. Il contient quatre titres instrumentaux enregistrés lors des sessions de l'album Wish en 1991.
Robert Smith, le chanteur du groupe, trouvait qu'aucune parole qu'il avait écrite ne convenait pour ces pièces, il a ainsi décidé de les garder dans leurs versions instrumentales.
Il dévoile dans une interview l'origine des quatre morceaux. Uyea Sound est basé sur une idée de démo du guitariste Porl Thompson intitulée à l'origine Old Scotland. Uyeasound (en) est le nom d'un village situé sur l'île d'Unst en Écosse.
Cloudberry est au départ une démo de Smith. Cloudberry est le nom anglais de la plaquebière qui est transformée en liqueur dans les pays scandinaves.
Off to Sleep... est basé sur une démo du bassiste Simon Gallup et The Three Sisters trouve son origine dans une démo du guitariste et claviériste Perry Bamonte simplement titrée t3 au départ.
Les bénéfices des ventes ont été reversés au Portsmouth Down's Syndrome Trust, une association venant en aide aux enfants trisomiques et à leur famille.

## Liste des titres
Toute la musique est composée par Robert Smith, Simon Gallup, Porl Thompson, Boris Williams, Perry Bamonte.
| 1. | Uyea Sound | 5:21 |
| 2. | Cloudberry | 5:19 |

| 3. | Off to Sleep...   | 3:38 |
| 4. | The Three Sisters | 4:11 |

Durée totale : 18 min 29 s

## Personnel
- Robert Smith - guitare
- Perry Bamonte - guitare, claviers
- Porl Thompson - guitare
- Simon Gallup - basse
- Boris Williams - batterie